# Aurelio González Pérez
Aurelio González Pérez (Ciudad de México, 18 de enero de 1947-17 de noviembre de 2022) fue un ingeniero químico, filólogo, catedrático y académico mexicano. Se especializó en literatura española, particularmente en la literatura medieval, la literatura del Siglo de Oro y la literatura novohispana.

## Estudios y docencia
De 1964 a 1970 cursó la licenciatura en ingeniería química en la Facultad de Química de la Universidad Nacional Autónoma de México (UNAM). De 1971 a 1974 colaboró en el Instituto Nacional de Bellas Artes como jefe de la Oficina de Prensa y de 1974 a 1977 como jefe de publicaciones de la Revista de Bellas Artes. Posteriormente, en 1982, obtuvo la licenciatura en lengua y literatura hispánicas en la Facultad de Filosofía y Letras de la UNAM. De 1981 a 1984 realizó un doctorado en literatura hispánica en El Colegio de México, donde obtuvo el grado en 1991.
Fue profesor en la Facultad de Filosofía y Letras de la Universidad Nacional Autónoma de México (UNAM) y en el Centro de Estudios Lingüísticos y Literarios de El Colegio de México (Colmex), departamento este último donde también fungió como investigador. Impartió diversos cursos y conferencias en varias universidades de México, Argentina, Bolivia, Colombia y España. Realizó labores de difusión cultural a través de programas de radio y publicaciones en el Colmex, en la UNAM, en el Centro Asturiano de México A.C. y en otras instituciones públicas y privadas.

## Académico
Fue miembro asociado del Instituto Universitario Seminario Menéndez Pidal de la Universidad Complutense de Madrid. Fue miembro de la Junta Directiva del Centro Asturiano de México, A.C.; secretario general de la Asociación Internacional de Hispanistas y presidente honorario de la Asociación Internacional de Teatro Español y Novohispano de los Siglos de Oro. Fue socio honorario de la Asociación Hispánica de Literatura Medieval. Fue nombrado miembro de número de la Academia Mexicana de la Lengua, para ocupar la silla XXX, el 11 de abril de 2013. El 25 de abril de 2019, la Junta de Gobierno de El Colegio de México acordó otorgarle el nombramiento de profesor investigador emérito de esa institución.

## Obras publicadas
Publicó más de 100 artículos especializados sobre el teatro del Siglo de Oro y otras áreas de investigación. Entre sus obras publicadas se encuentran:
- Formas y funciones de los principios en el Romancero viejo, 1984
- Romancero tradicional de México, coeditor, 1986
- El Romancero en América, 2003
- Bibliografía descriptiva de la poesía tradicional y popular de México, 1993
- Bibliografía básica de la cultura medieval,  2003
- Historia del Centro Asturiano de México 1918-1980,  1981
- Historia del Centro Asturiano de México 1918-2008, 2008
- Asturias y los asturianos en México, 2009
- Texto y representación en el teatro del Siglo de Oro, editor, en 1997.
- Edad Media: oficialidad y marginalidad, coeditor, en 1998.
- Cervantes 1547-1997, editor, en 1999.
- Texto, espacio y movimiento en el teatro del Siglo de Oro, editor, en 2000.
- 400 años de Calderón, editor, en 2001.
- Calderón, 1600-2000, editor, en 2002.
- Introducción a la cultura medieval, coeditor, en 2005.
- La copla en México, editor, en 2007.
- Caballeros y novelas de caballerías, coeditor, en 2008.
- Romancero: visiones y revisiones, coeditor, en 2008.
- Amadís y sus libros, coeditor, en 2009.
- Variación regional en la narrativa tradicional de México, coeditor, en 2013
- El corrido: construcción poética,  2015
- México tradicional, literatura y costumbres, 2016

## Premios y distinciones
- Comendador de la Orden de Isabel la Católica, por el gobierno de España en 2012.[12]